# Óasis
Óasis (en griego, Ὄασις) es el nombre de una antigua ciudad de Egipto.
Es mencionada por Heródoto, que la ubica a siete jornadas de camino de la Tebas egipcia y señala que en tiempos de Cambises II estaba ocupada por gente de Samos de la tribu escrionia. Añade que en lengua griega su territorio se llamaba también «Islas de los Bienaventurados». Allí llegó desde Tebas un ejército persa enviado por Cambises que se dirigía contra los amonios pero a medio camino entre Óasis y Amón, según contaban los amonios, sopló el viento con gran intensidad y sepultó bajo las dunas al ejército.
Se ha sugerido que podría identificarse con Hibis, capital del oasis del Kharga.